# IC 817
IC 817 је елиптична галаксија у сазвјежђу Дјевица која се налази на листи објеката дубоког неба у Индекс каталогу.
Деклинација објекта је + 9° 51' 28" а ректасцензија 12h 46m 56,7s. Привидна величина (магнитуда) објекта IC 817 износи 13,9 а фотографска магнитуда 14,9. IC 817 је још познат и под ознакама IC 3764, MCG 2-33-20, CGCG 71-39, VCC 2046, NPM1G +10.0318, PGC 43126.